# Parbold
Parbold – wieś w Anglii, w hrabstwie Lancashire, w dystrykcie West Lancashire. Leży 38 km na zachód od miasta Manchester i 293 km na północny zachód od Londynu. W 2001 miejscowość liczyła 2700 mieszkańców.